# Mirko Novosel
Mirko Novosel (Zagreb, Reino de Yugoslavia, 30 de junio de 1938-20 de julio de 2023) fue un jugador y entrenador de baloncesto croata.

## Equipos

### Como jugador
- 1952-1966 Lokomotiva Zagreb

### Como entrenador
- 1967-1971  Lokomotiva Zagreb
- 1971-1972  Yugoslavia U-18
- 1972-1976 Yugoslavia
- 1976-1988  Cibona Zagreb
- 1988-1990  Basket Napoli
- 1980 Yugoslavia
- 1984 Yugoslavia
- 1993 Croacia

## Palmarés
- Liga de Yugoslavia: 2

Cibona de Zagreb: 1981-82,  1984-85
- Copa de Yugoslavia: 9

Cibona de Zagreb: 1980, 1981, 1982, 1983, 1984, 1985, 1986, 1988
Lokomotiva: 1969
- Copa de Europa: 1

Cibona de Zagreb:  1985.
- Recopa: 2

Cibona: 1982, 1987